# Volkswagen Race Touareg 3
La Volkswagen Race Touareg 3 è un buggy da competizione costruita dalla scuderia tedesca Volkswagen secondo le norme del gruppo T1 (veicoli fuoristrada prototipi) dal 2010 per partecipare a varie competizioni nell'ambito del rally raid, tra le quali il Rally Dakar e la coppa del mondo rally raid. La vettura ha fatto il suo debutto al Rally Dakar 2011, vincendo la gara con alla guida Nasser Al-Attiya e Timo Gottschalk.

## Palmarès
- 1 Rally Dakar 2011